# Sainte-Croix (Aveyron)
Sainte-Croix é uma comuna francesa na região administrativa de Occitânia, no departamento de Aveyron. Estende-se por uma área de 25,88 km². Em 2010 a comuna tinha 761 habitantes (densidade: 29,4 hab./km²).